# محمد لاوال
محمد لاوال (بالإنجليزية: Muhammed Lawal؛ مواليد 11 يناير 1981)، المعروف أيضًا باسم «الملك مو»، هو مصارع محترف ومُقاتل فنون قتالية مختلطة مُعتزل موقّع حاليًا على مايجور ليغ ريسلينغ.

## وصلات خارجية
- محمد لاوال على موقع بيلاتور (الإنجليزية)
- محمد لاوال على موقع شيردوغ (الإنجليزية)
- محمد لاوال على موقع Tapology.com (الإنجليزية)
- محمد لاوال على موقع قاعدة بيانات المصارعة الدولية (الإنجليزية)
- محمد لاوال على موقع WrestlingData.com (الإنجليزية)
- محمد لاوال على موقع قاعدة بيانات المصارعة على الإنترنت (الإنجليزية)
- محمد لاوال على موقع IMDb (الإنجليزية)
- محمد لاوال على موقع ميوزك برينز (الإنجليزية)